# Arsienjew
Arsienjew (ros. Арсеньев) – miasto (od 1952) w Rosji (Kraj Nadmorski), na północny wschód od Władywostoku. Założone w 1902 jako wieś Siemionowka, obecną nazwę nosi od 1952 roku na cześć znanego pisarza i podróżnika Władimira Arsienjewa. W 2021 roku liczyło 51 723 mieszkańców.
Od 2011 siedziba eparchii arsienjewskiej.
W mieście rozwinął się przemysł lotniczy, maszynowy oraz drzewny.